# オ・ボーロ

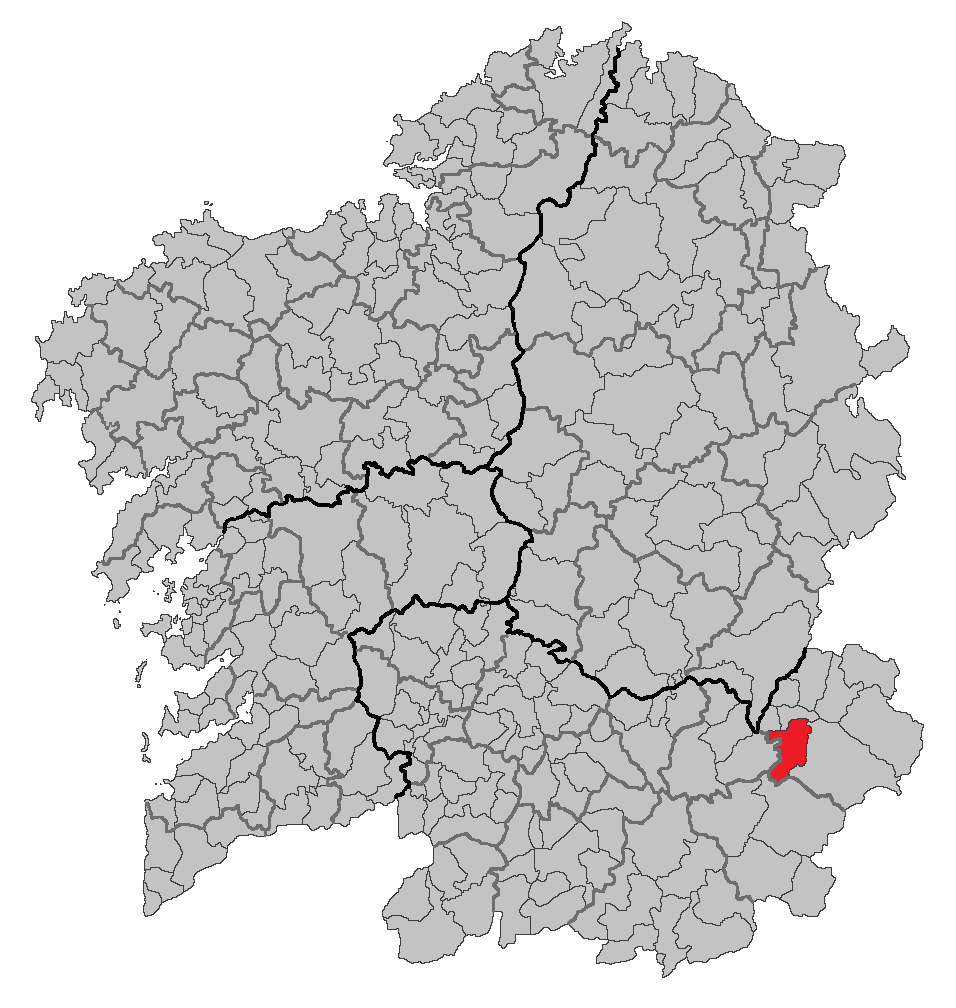

オ・ボーロ（O Bolo）はスペイン、ガリシア州、オウレンセ県の自治体で。コマルカ・デ・バルデオーラスに属する。自治体住民名簿によると、2010年の人口は1,117人（2009年：1,139人、2004年：1,286人、2003年：1,326人）。住民呼称はbolés/-esa。カスティーリャ語表記はEl Bollo（エル・ボージョ）。
ガリシア語話者の自治体住民に占める割合は99.69％（2001年）。

## 地理
オ・ボーロはオウレンセ県の東部に位置し、コマルカ・デ・バルデオーラスに属する。北はラロウコ、ペティンと、東はア・ベイガと、南はビアナ・ド・ボーロと、西はマンサネーダの各自治体と隣接、自治体の中心地区はオ・ボーロ教区のオ・ボーロ地区。

### 人口
| オ・ボーロの人口推移 1900－2010                         |
|                                                         |
| 出典:INE（スペイン国立統計局）1900年 - 1991年、1996年 - |

## 政治
自治体首長はガリシア国民党（PPdeG）のマヌエル・コルソ・マシーアス（Manuel Corzo Macías）、自治体評議員はガリシア国民党：8、ガリシア社会党（PSdeG-PSOE）：1となっている（2007年の自治体選挙の結果、得票順）。 

## 教区
オ・ボーロは18の教区に分けられる。太字は自治体の中心地区のある教区。
- オ・ボーロ（サンタ・マリーア）
- ブシャン（サンタ・マリーア）
- カンベーラ（サンタ・マリーア）
- セラベンテ（サン・ショアン）
- チャンドイロ（サン・ラモン）
- チャオ・デ・カストロ（サン・マルティーニョ）
- アス・エルミーダス（サンタ・マリーア）
- フォルネーロス（サン・バルトロメウ）
- レンテジャイス（サン・シモン）
- パラデーラ（サン・セバスティアン）
- サン・マルティーニョ（サン・マルティーニョ）
- サンタ・クルス（サンタ・クルス）
- オ・セイショ（サント・アンショ）
- テイシード（サン・マルコス）
- トゥーシェ（サン・ペドロ）
- バルダンタ（サンタ・マリーア）
- ビラセコ（サン・ドナート）
- シャーバ（サン・サルバドール）